# Tabríz (koberec)
Tabríz je ručně vázaný koberec vyrobený v íránském městě Tabrízu a blízkém okolí.

## Způsob výroby
Koberce se obvykle vážou z vlněné nebo hedvábné příze na bavlněné podkladové tkanině. Vzorování je velmi rozmanité – od jednoduchých figurálních motivů a medailonů až po trojrozměrné vzory s velmi širokou paletou barev a odstínů mědi, zlata, sloní kosti, modré, zelené aj.
Koberce jsou vázané tzv. symetrickými uzly v hustotě cca 200 000 až 1 milion na m2. Hustota uzlů se zde měří jednotkou Raj (počet uzlů na cca 7 cm šířky koberce), která je obvykle označena na rubu koberce. Jakost koberců sahá od podřadných bazarových až po výrobky vzácného uměleckého řemesla (např. koberec 400 × 500 cm s 250 000 uzly /m2 nabízený za 42 500 €). Hodnota tabrízských koberců je závislá vedle jemnosti především na sestavení barev a způsobu vzorování.

## Z historie tabrízských koberců
Tabríz je jedno z nejstarších středisek výroby koberců v Íránu. Období mezi 12. a 16. stoletím je zde považováno za nejvýraznější etapu v rozvoji tohoto řemesla. Po jistém úpadku došlo v 19. století k renezanci, když se v Tabrízu usadilo několik nejznámějších výrobců koberců a zvýšil se prodej do Evropy.
Ve 2. dekádě 21. století se zabývalo výrobou tabrízských koberců asi 120 000 lidí. Na rozdíl od jiných regionů vázali zde koberce převážně muži, z nich pracovalo asi 30 % v manufakturách, 40 % jako domáčtí výrobci ve městě a 30 % v okolních vesnicích. Naprostá většina výrobků pocházela z městské produkce, jen asi 1/10 z venkova, asi 40 % šlo na export (v roce 2012 za 180 milionů USD = 35 % celkového vývozu íránských koberců).

## Galerie tabrízských koberců

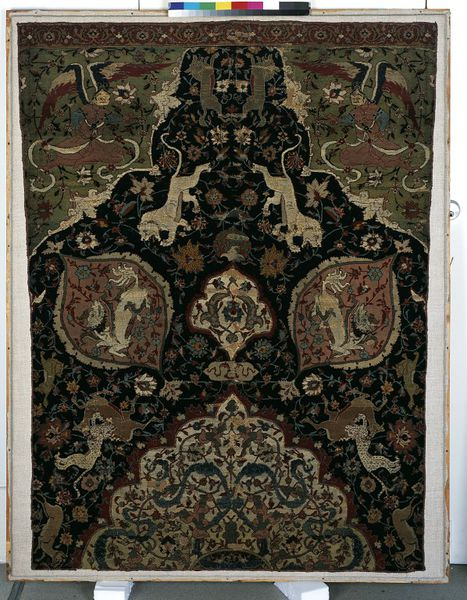
Heyvanli ze 2. čtvrtiny 16. století
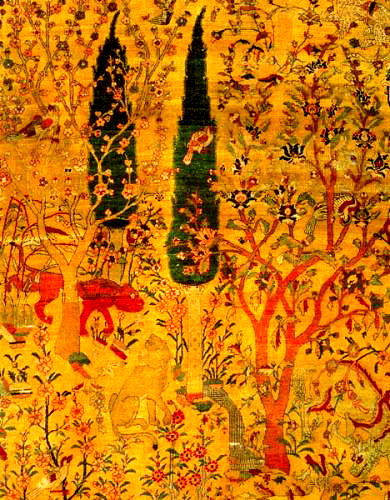
Tabríz ze 2. čtvrtiny 16. století
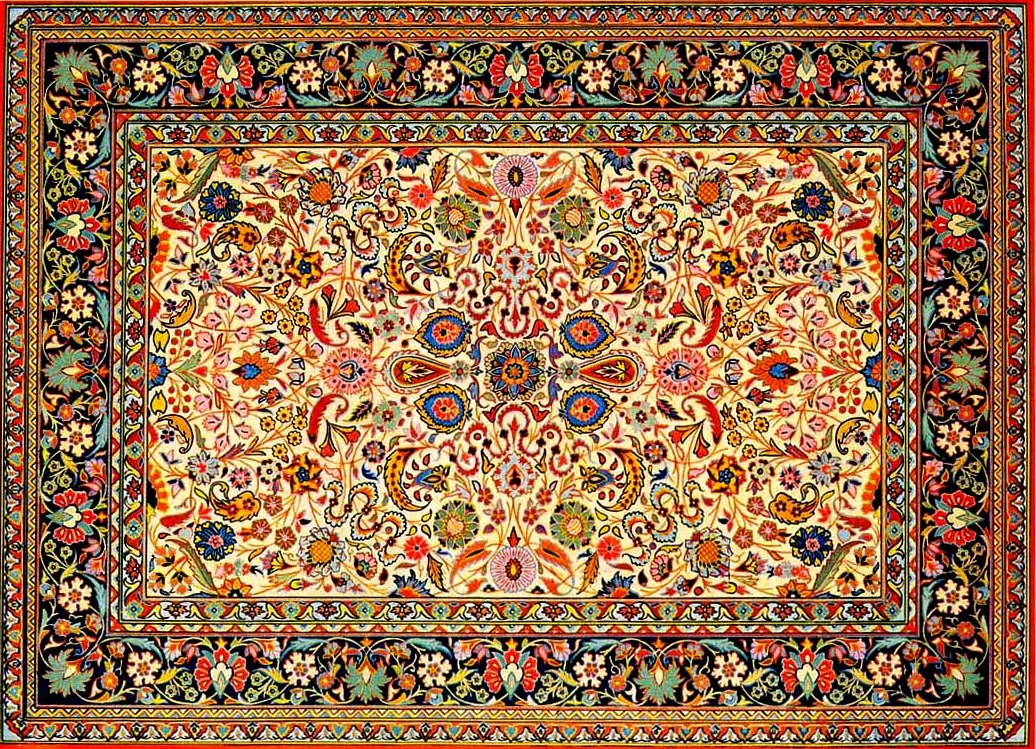
Afšán z 18. století
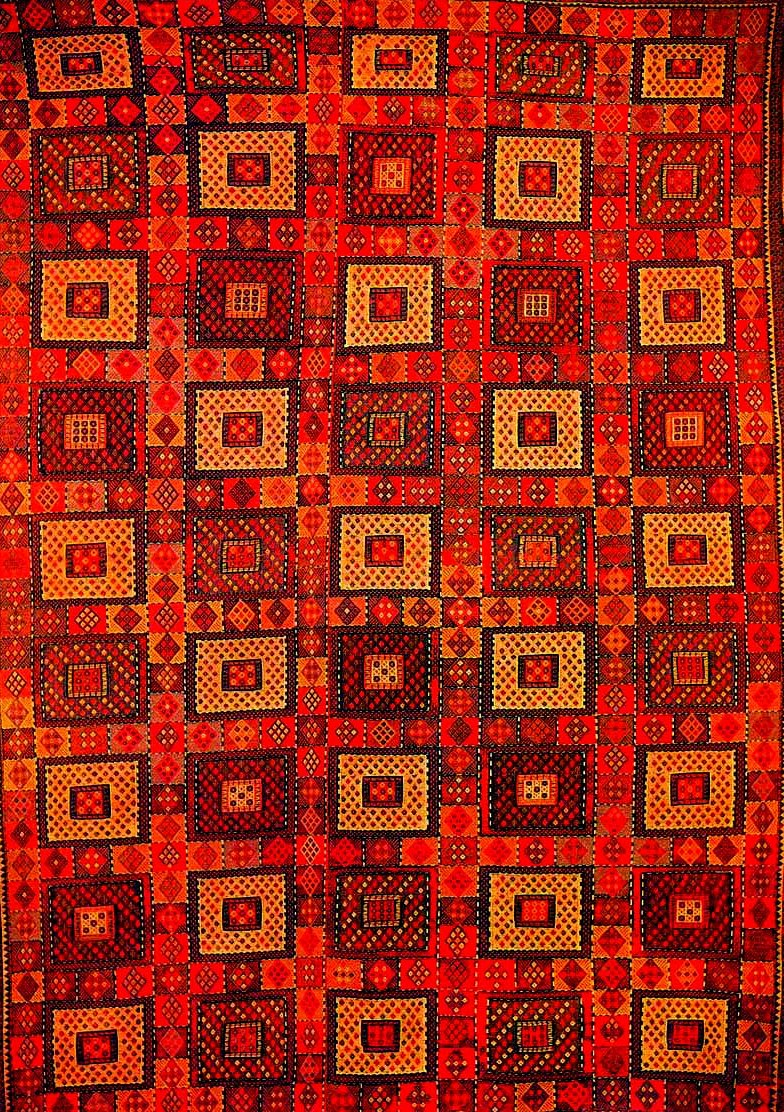
Zili z 19. století
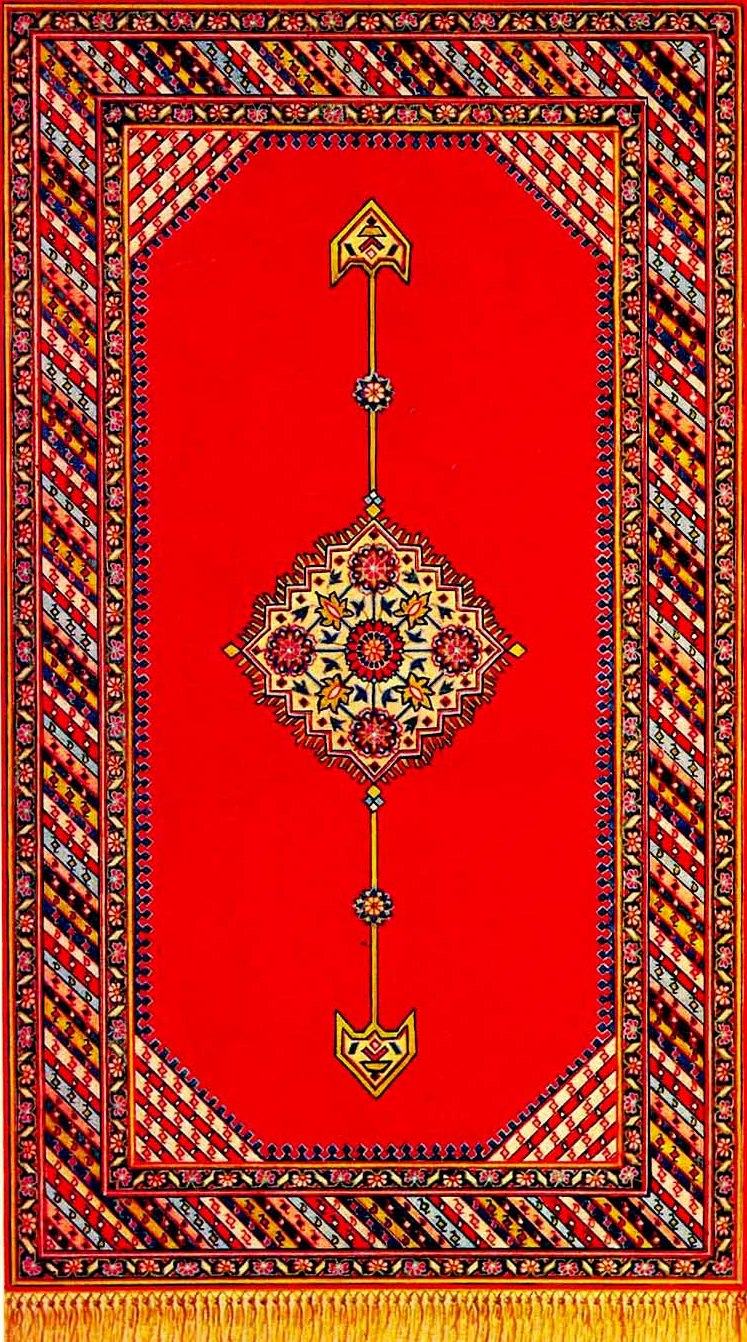
Bachšaiš z 19. století
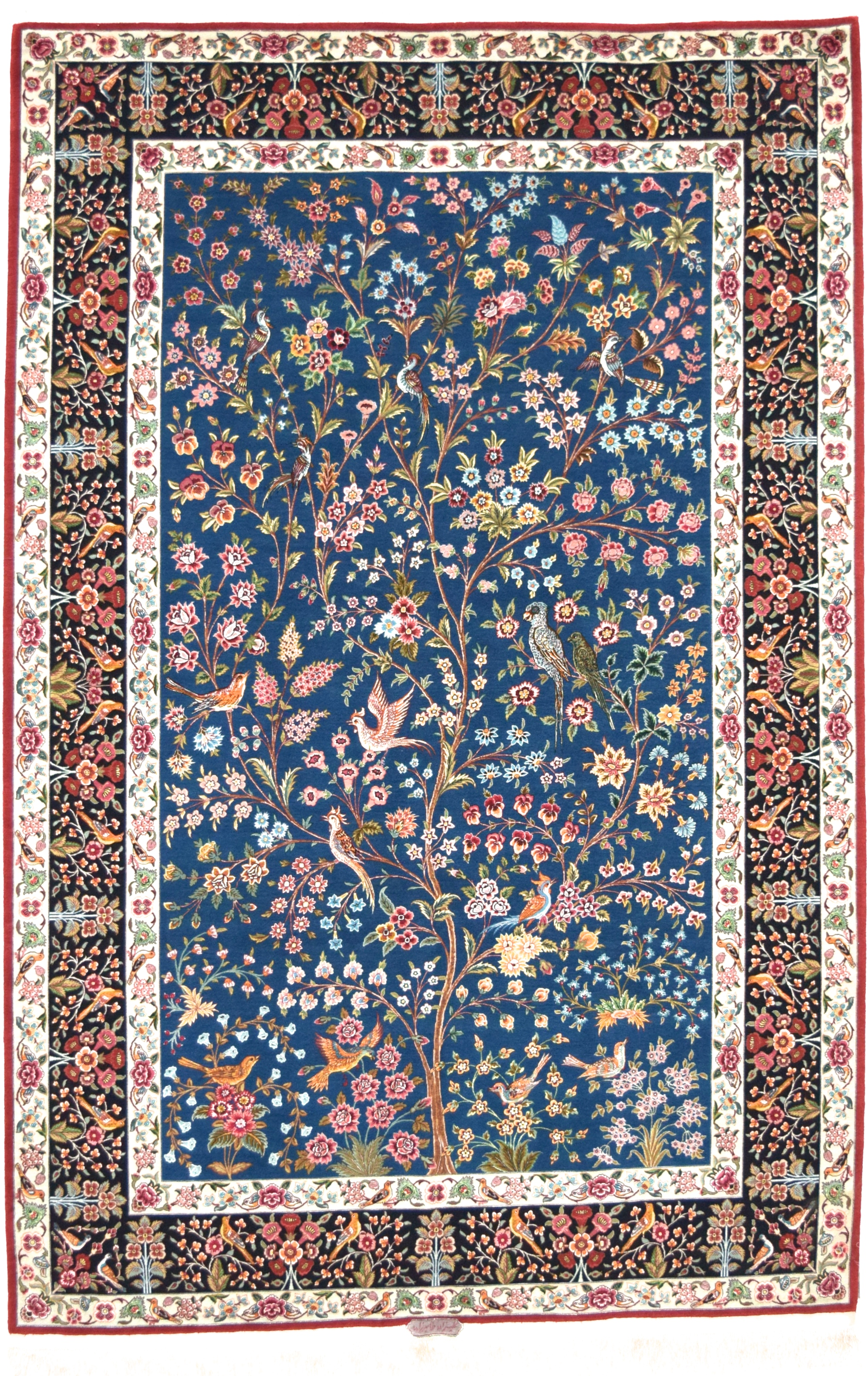
Tabríz z roku 2005 (810 000 uzlů/m2, vlas vlna/hedvábí na hedvábném podkladě)